# Анжен
Анжен (фр. Engins) — коммуна во Франции, находится в регионе Рона — Альпы. Департамент коммуны — Изер. Входит в состав кантона Виллар-де-Лан. Округ коммуны — Гренобль.
Код INSEE — 38153. Население коммуны на 2007 год составляло 481 человек. Населённый пункт находится на высоте от 560 до 2064 метров над уровнем моря. Муниципалитет расположен на расстоянии около 480 км юго-восточнее Парижа, 90 км юго-восточнее Лиона, 9 км западнее Гренобля. Мэр коммуны — Stéphane Falco, мандат действует на протяжении 2008—2014 годов.
Динамика населения (INSEE):